# Roberto César (Fußballspieler, 1955)
Roberto César Itacaramby, genannt Roberto César, (* 14. Februar 1955) ist ein ehemaliger brasilianischer Fußballspieler.
Roberto César spielte in seiner Karriere hauptsächlich für den Cruzeiro EC aus Belo Horizonte. Bei diesem konnte er sich 1979 die Krone des Torschützenkönigs in der brasilianischen Meisterschaft sichern.
1979 kam der Präsident des FC Barcelona nach Brasilien, um Roberto César einzustellen. Dieser war frisch verheiratet und zu der Zeit in seinen Flitterwochen in Goiás. Dort war Roberto César dort nicht erreichbar. Barcelona verpflichtete stattdessen Roberto Dinamite.
1982 sollte Roberto an der Fußball-Weltmeisterschaft 1982 teilnehmen, doch ein häuslicher Unfall, bei dem sich der Athlet den Arm verbrannte, hinderte ihn an der Teilnahme.
Nach seiner aktiven Laufbahn hatte Roberto César ein Schraubengeschäft in Belo Horizonte und lebte in Brasília.

## Auszeichnungen
- Brasilianischer Torschützenkönig: 1979
- Bola de Prata: 1979